# コノン (ローマ教皇)
コノン（Conon, 630年頃? - 687年9月21日）は、686年10月21日からローマで死去するまでの間在位したローマ教皇である。サン・ピエトロ大聖堂に葬られている。
彼は妥協の候補として提案され、彼の就任に当たってはローマの軍部と聖職者の間で対立があった。
トラキア人の軍人の息子として、彼はシチリアで教育を受け、ローマで聖職者に任じられた。彼の年齢、尊敬すべき外見、気取らない性格から、ローマの聖職者と軍人の間の論争はあったものの、彼が教皇に選ばれた。彼の当選がラヴェンナのエクザルフ（総督）に伝えられた後、686年10月21日にローマ教皇に任じられた。
彼はアイルランドの伝道者である聖キリアンらを迎えてキリアンを主教に任じ、また彼らをフランケン地方での教義の伝道者として任命した。彼は東ローマ皇帝ユスティニアノス2世の寵愛を受け、皇帝からActs of the Sixth General Councilの規則を回復し、遵守するつもりであると告げられた。またユスティニアノス2世は、教皇の遺産の一部を帝国の国庫に組み込んで税金を軽減した。